# 秦榮甲
秦榮甲（？年—？年），號捷南。河北省樂亭縣人。民國37年（1948年）在河北省第三選區當選第一屆立法委員.

## 生平
- 河北省邯鄲縣縣長[1]、元氏縣縣長[2][3]。
- 內政部祕書
- 民國37年，當選立法委員，曾出席第一屆立法院第一會期內政及地方自治委員會、財政及金融委員會、預算委員會。